# Ленский наслег
Ленский наслег — сельское поселение в Намском улусе Якутии Российской Федерации.
Административный центр — село Намцы.

## История
Статус и границы сельского поселения установлены Законом Республики Саха (Якутия) от 30 ноября 2004 года N 173-З N 353-III «Об установлении границ и о наделении статусом городского и сельского поселений муниципальных образований Республики Саха (Якутия)».

## Население
| 2002  | 2010  | 2011    | 2012    | 2013    | 2014    | 2015  |
| ----- | ----- | ------- | ------- | ------- | ------- | ----- |
| 8249  | ↗8890 | ↗8912   | ↗8979   | ↗9130   | ↗9207   | ↗9409 |
| 2016  | 2017  | 2018    | 2019    | 2020    | 2021    |       |
| ↗9683 | ↗9892 | ↗10 044 | ↗10 154 | ↗10 338 | ↗10 364 |       |

## Состав сельского поселения
| № | Населённый пункт | Тип населённого пункта       | Население |
| - | ---------------- | ---------------------------- | --------- |
| 1 | Намцы            | село, административный центр | ↗10 364   |